# Стантон (Тенеси)
Стантон (енгл. Stanton) град је у америчкој савезној држави Тенеси.

## Демографија
По попису из 2010. године број становника је 452, што је 163 (-26,5%) становника мање него 2000. године.
| Група             | 2000.       | 2010.       |
| Белци             | 196 (31,9%) | 133 (29,4%) |
| Афроамериканци    | 417 (67,8%) | 315 (69,7%) |
| Азијати           | 0 (0,0%)    | 0 (0,0%)    |
| Хиспаноамериканци | 3 (0,5%)    | 2 (0,4%)    |
| Укупно            | 615         | 452         |